# Wutha-Farnroda
Wutha-Farnroda ist eine Gemeinde im Wartburgkreis in Thüringen, Deutschland. Sie entstand am 1. Januar 1987 durch den Zusammenschluss der bis dahin selbständigen Gemeinden Wutha und Farnroda und hat rund 6300 Einwohner.

## Geografie
Die Gemeinde liegt am Fuße der Hörselberge (484 m ü. NN), im Südwesten grenzt sie an den Rennsteig. Sie liegt rund fünf Kilometer östlich der Wartburg im Thüringer Wald bzw. in dessen Vorland an der alten Handelsstraße Via Regia.
Im Norden und Osten grenzt Wutha-Farnroda an die Gemeinde Hörselberg-Hainich, im Südosten an die Gemeinde Seebach im Süden an die Stadt Ruhla, im Südwesten an die Gemeinde Gerstungen und im Nordwesten an die Stadt Eisenach.

### Berge
Die Landschaft um Wutha-Farnroda wird im Norden von den Hörselbergen geprägt. Als höchster Punkt der Gemeinde gilt der mit dem Nachbarort Ruhla geteilte Hangstein (483,5 m ü. NN).
Anteilig in der Wuthaer und Kahlenberger Gemarkung liegen der Herrenberg (452 m ü. NN) und der Kleine Hörselberg (436,2 m ü. NN).
In der Mosbacher Gemarkung befinden sich: Hangstein (483,3 m ü. NN), Großer Drachenstein (470,5 m ü. NN), Elsterberg (449,8 m ü. NN), Heiligenberg (425,4 m ü. NN) und der Triftberg (402,9 m ü. NN). In der Farnrodaer Gemarkung liegen: Großer Ebertsberg (397,6 m ü. NN), Rehberg (368,4 m ü. NN) und der Wittgenstein (326,5 m ü. NN). In der Schönauer und Deubacher Gemarkung befindlich sind der Kambühl (453,6 m ü. NN) und der Fuchsberg an der Seebacher Grenze (427,5 m ü. NN).

### Gewässer
Die Hörsel bildet mit ihren Zuflüssen Erbstrom, Mosbach, Deubach und Burbach das natürliche Gewässersystem. Der untere Abschnitt des Erbstroms wurde im Frühmittelalter auch als Wuthaha bezeichnet – daher der Ortsname Wutha. Zahlreiche kleine Teiche befinden sich in allen Ortsteilen und werden zur Fischzucht genutzt.

### Ortsgliederung

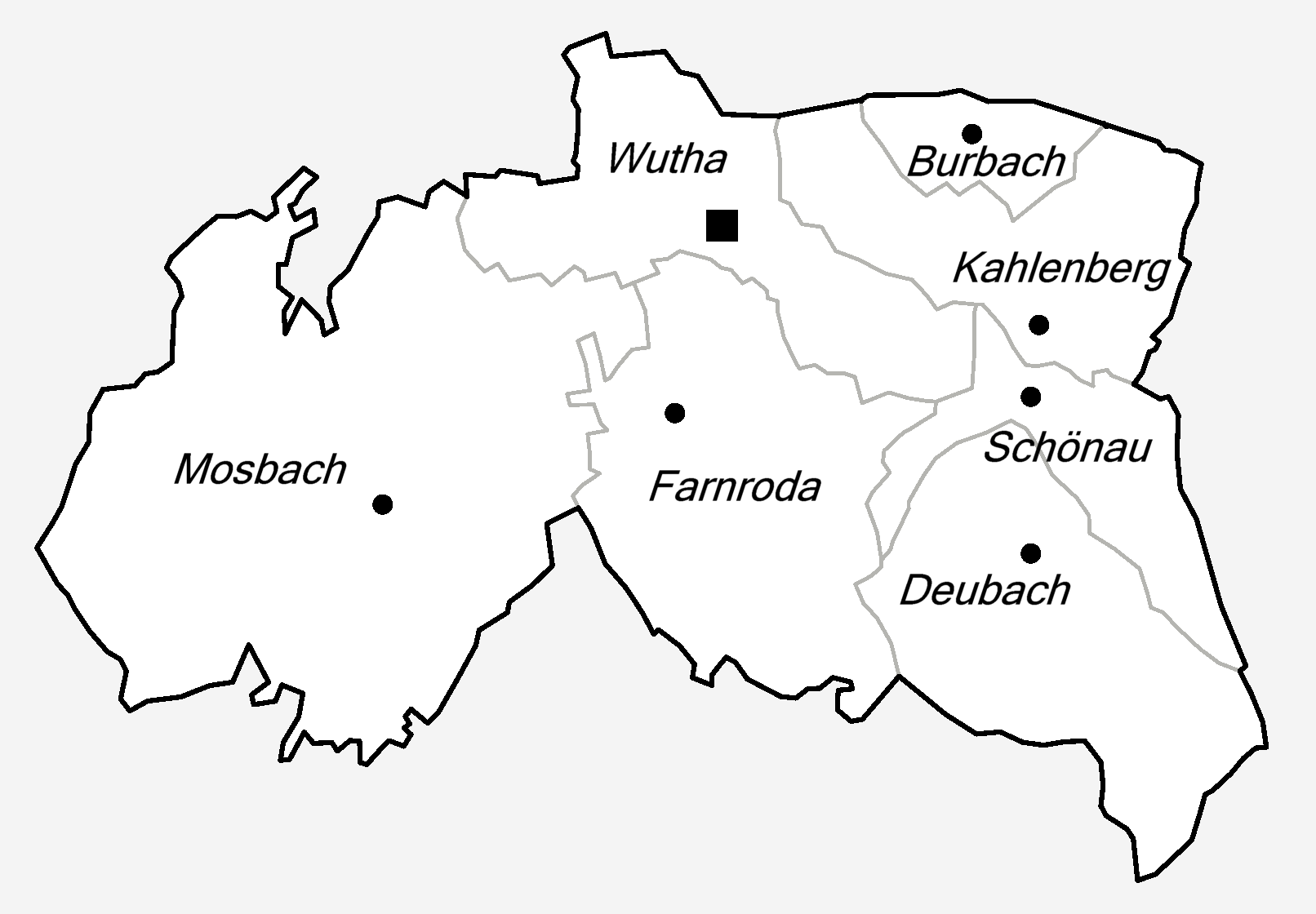
Gemeindegliederung

Wutha-Farnroda besteht seit der Gebietsreform von 1994 aus den Ortsteilen
- Wutha-Farnroda mit
  - Farnroda (etwa 1785 Einwohner)
  - Wutha (etwa 1160 Einwohner)
  - Eichrodt (etwa 280 Einwohner)
  - Wohngebiet Mölmen (etwa 1.440 Einwohner)

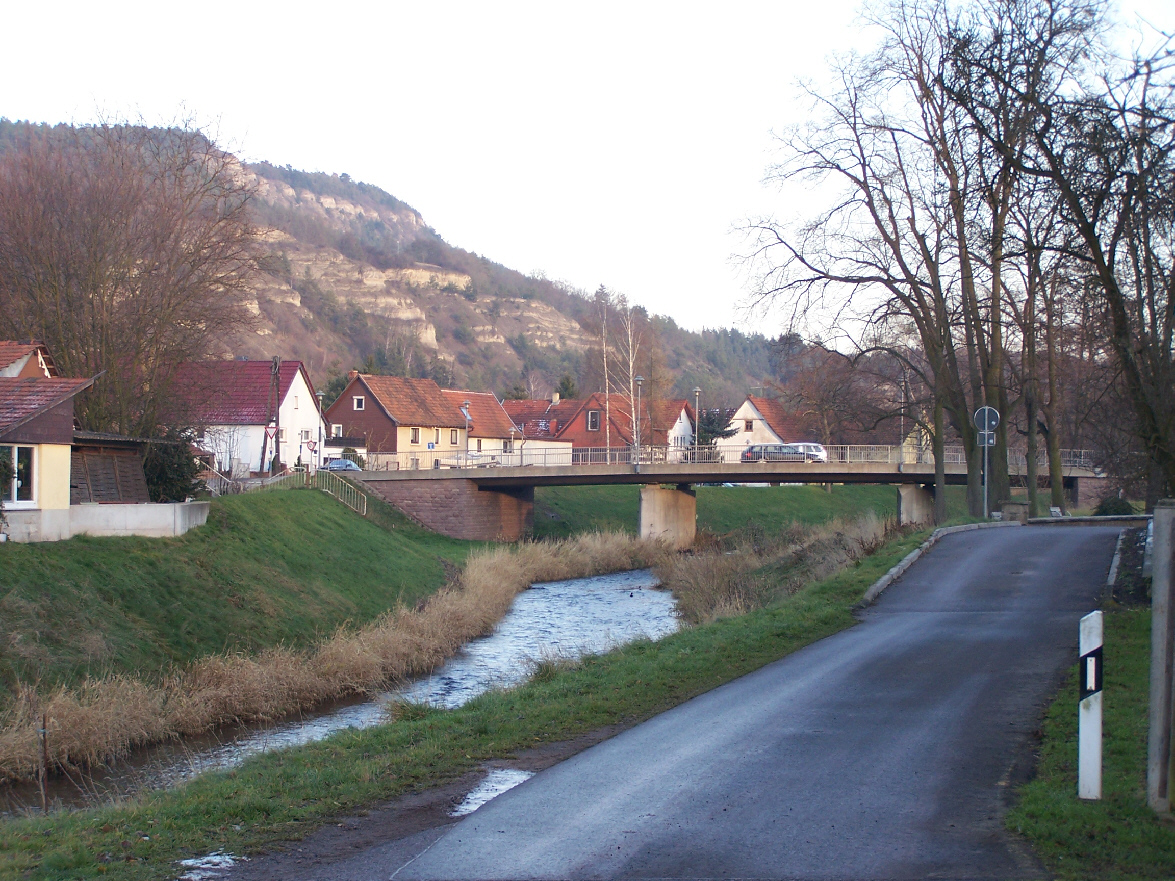
Die Hörselbrücke im Ortsteil Eichrodt

  - Rehhof
- Schönau a. d. Hörsel mit
  - Schönau (etwa 320 Einwohner)
  - Deubach (etwa 310 Einwohner)
- Mosbach (etwa 1.350 Einwohner)
- Kahlenberg mit
  - Kahlenberg (360 Einwohner)
  - Burbach (24 Einwohner)

## Geschichte

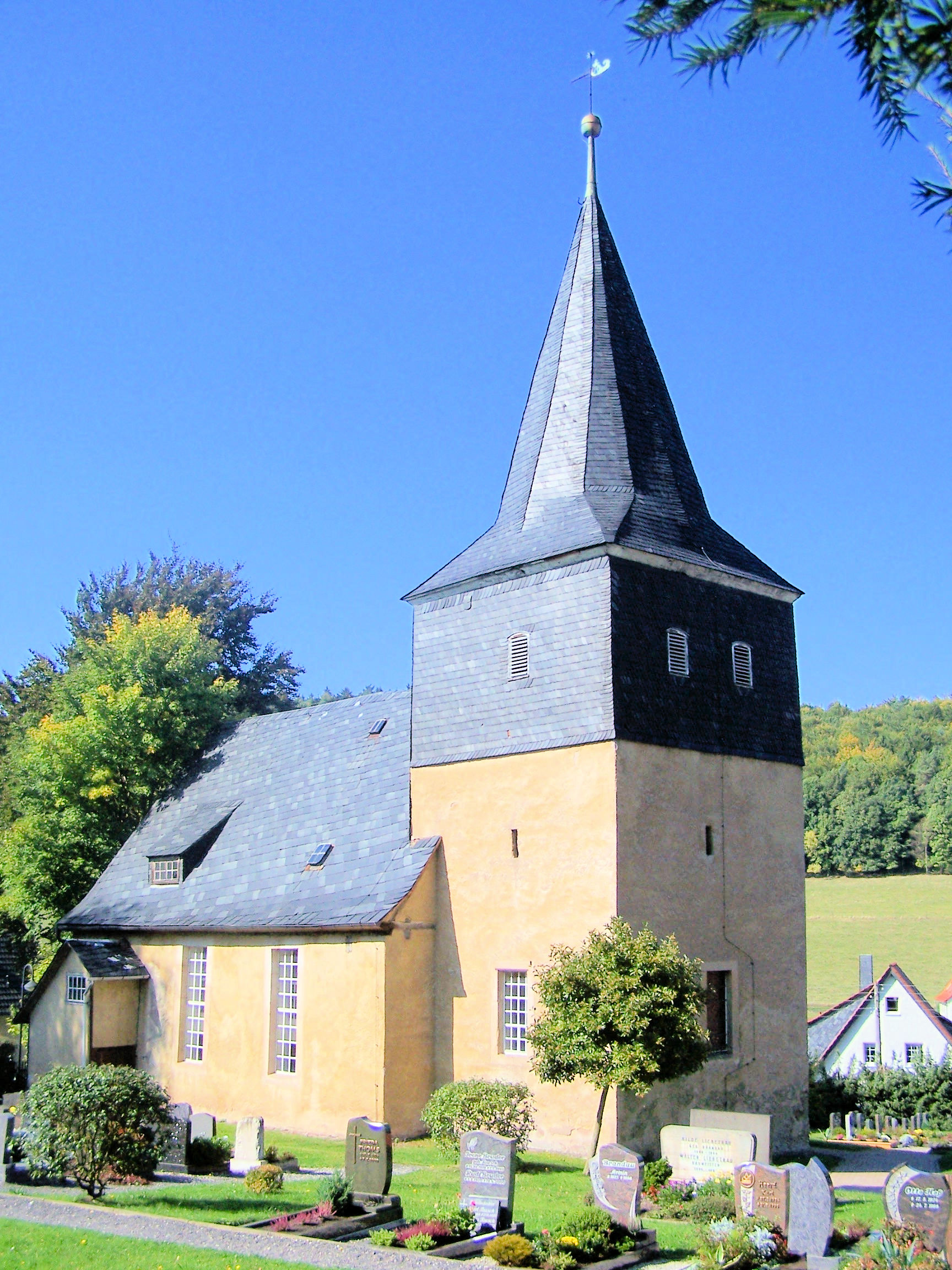
Die Kirche von Mosbach

### Mittelalter
Die Herren von Farnroda wurden 1260 erstmals erwähnt, Kirche und Ort Farnroda erstmals 1272 bzw. 1278, in dieser Zeit ebenfalls eine Burg Kahlenberg. Die Herrschaft Farnroda umfasste neben Farnroda unter anderem auch Eichrodt, Wutha, Seebach und Burbach und war seit dem 15. Jahrhundert im Besitz der Burggrafen von Kirchberg, die Farnroda lange Zeit als Hauptsitz nutzten, bis es 1799 als erledigtes landgräflich-thüringisches Lehen an den Herzog Carl August von Sachsen-Weimar-Eisenach zurückfiel. In Farnroda kann man noch den Turm einer inzwischen nicht mehr existierenden Wasserburg aus dem 12. Jahrhundert besichtigen. Die dortige Laurentiuskirche mit separatem Glockenturm wurde im 13. Jahrhundert erstmals erwähnt.
Wutha entstand aus zwei ländlichen Siedlungen, aus dem westlich gelegenen Eichrodt (1349 als Eichriet erwähnt) und dem östlich gelegenen Weiler Wutha – ursprünglich Wuathaha (der wütende rollende Bach, Ersterwähnung ebenfalls 1349). 

### Neuzeit
Spätestens seit Anfang des 19. Jahrhunderts bildeten Eichrodt, Wutha, der Rehhof und Burbach eine Gemeinde mit dem Namen Eichrodt. Zwischen Eichrodt und Fischbach (Letzteres seit 1922 zu Eisenach) befreite am 17. Oktober 1806 Leutnant Hellwig mit 55 Husaren 4000 nach der Schlacht bei Jena und Auerstedt gefangengenommene Preußen aus den Händen der napoleonischen Armee. Seit 1907 erinnert eine Tafel an einem steinernen „Hellwig-Denkmal“ zwischen Weinbergstraße und der Auffahrt zum Autobahnzubringer daran.
Mit dem Bau der Eisenbahn zwischen Gotha und Eisenach, 1847 eröffnet, erhielt zunächst Wutha einen Haltepunkt, um Gepäck und Waren schneller in die Nachbarstadt Ruhla – schon im 19. Jahrhundert ein von Industrie geprägter Ort – befördern zu können. Mit dem dann folgenden Bau der Bahnstrecke Wutha–Ruhla wurde 1879/80 die Haltestelle zum Bahnhof aufgestuft und ein Güterschuppen sowie eine Ladestraße gebaut.
Vom Bau der Eisenbahn profitierte besonders der Betrieb Spezialmaschinenbau Gebrüder Röber, ein 1852 in Wutha gegründetes Familienunternehmen, welches sich früh auf die Herstellung landwirtschaftlicher Maschinen und Saatgutreinigungsanlagen spezialisiert hatte. Die exportorientierte Firma bestand bis 1948 am Hauptsitz in Wutha-Farnroda. Rechtsnachfolger wurde in der DDR die Firma Petkus Landmaschinenwerk Wutha.
1922 wurde Eichrodt nach Eisenach eingemeindet (Burbach kam zu Kahlenberg) und 1924 – wie zahlreiche andere Umlandgemeinden – wieder aus Eisenach ausgemeindet. Seitdem trug die Gemeinde den Namen Wutha.
Ältester Ortsteil der Gemeinde ist Mosbach (erstmals erwähnt 1197). Kittelsthal (heute Stadtteil der Stadt Ruhla) gehörte bis ins 18. Jahrhundert zu Mosbach. Beide Dörfer bilden noch heute eine gemeinsame Kirchgemeinde.

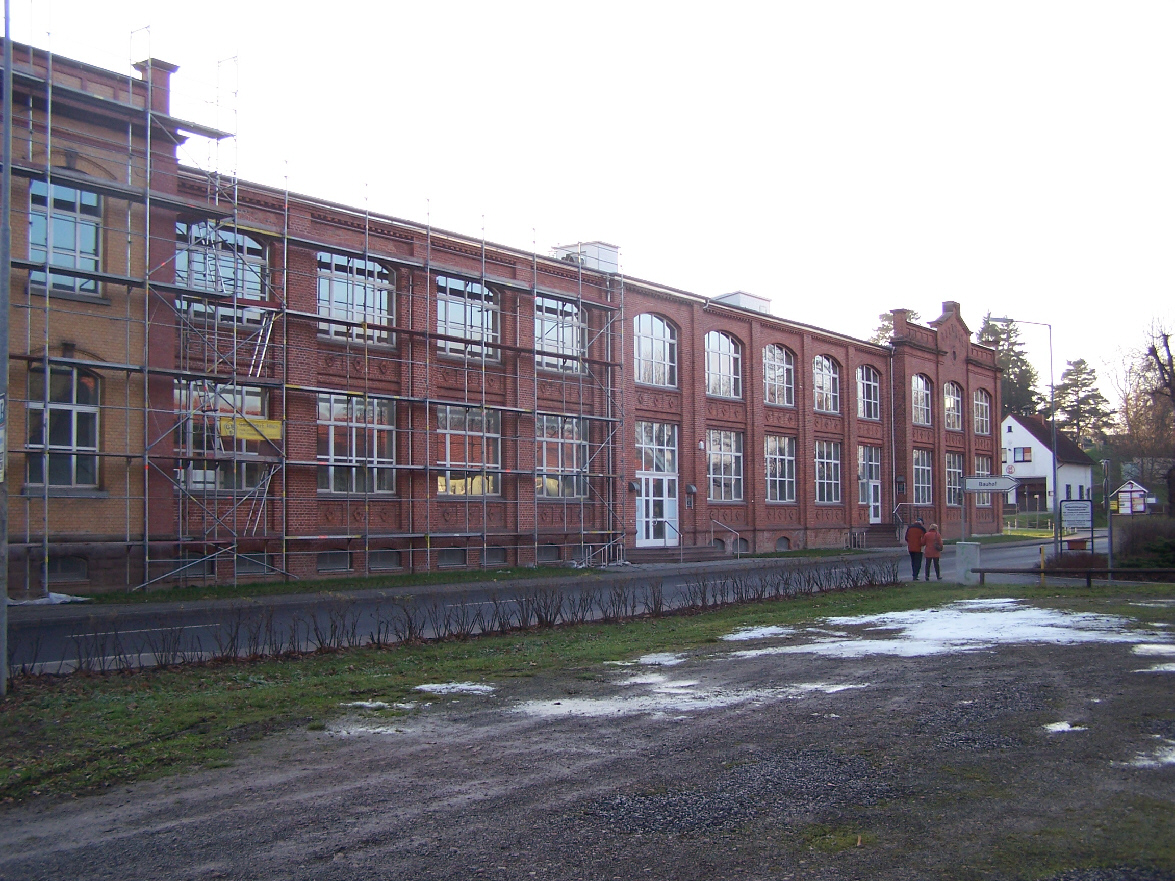
Petkusfabrik

Kahlenberg wurde 1250, Schönau und Deubach wurden 1350 erstmals erwähnt. Bis zur Gründung des Landes Thüringen am 1. Mai 1920 gehörten diese Orte lange Zeit zum Herzogtum Sachsen-Gotha, bis 1828 zum Herzogtum Sachsen-Gotha-Altenburg und bis 1918 zum Herzogtum Sachsen-Coburg und Gotha, danach bis 1920 zum Freistaat Sachsen-Gotha.

### Religionen und Konfessionen

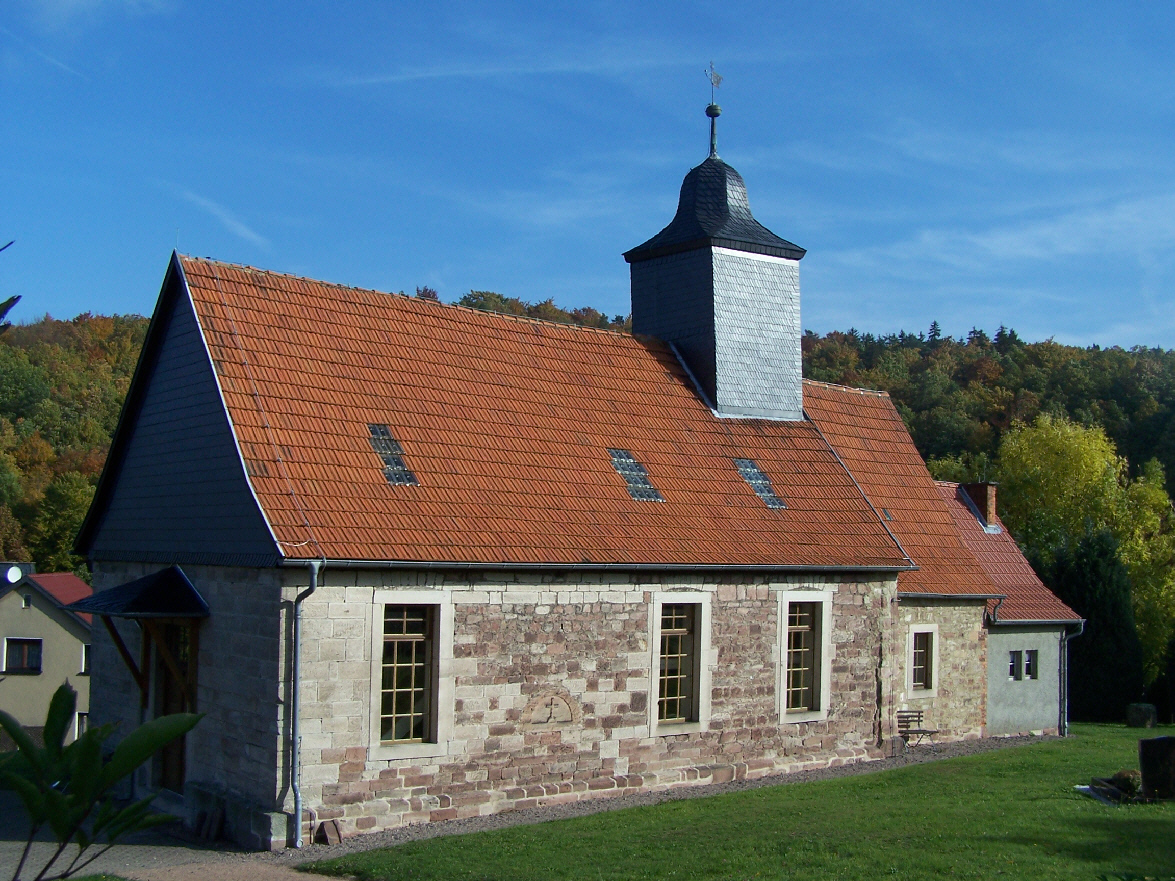
Die Dorfkirche in Deubach

In Wutha-Farnroda gibt es historisch bedingt drei evangelisch-lutherische Kirchengemeinden: Wutha-Farnroda, Mosbach-Kittelsthal und Schönau-Kälberfeld mit Deubach und Kahlenberg. Die Mehrheit der Bevölkerung ist jedoch konfessionslos. Römisch-katholische Gläubige und Anhänger der Neuapostolischen Kirche gehören den Pfarreien in Eisenach oder Ruhla an.

### Eingemeindungen
Zum 1. Januar 1987 erfolgte der Zusammenschluss der bis dahin selbstständigen Gemeinden Wutha und Farnroda wegen des 1984 begonnenen Baus der Plattenbausiedlung Auf dem Mölmen, die sowohl in der Gemarkung Wutha als auch in der Gemarkung Farnroda liegt. Im Frühjahr 1994 wurden die bis dahin selbständigen Gemeinden Mosbach, Schönau an der Hörsel und Kahlenberg eingegliedert.
Wutha-Farnroda wehrte sich am 18. Dezember 1997 vor dem Thüringer Verfassungsgerichtshof erfolgreich gegen eine gesetzlich vorgesehene Eingemeindung in die Stadt Eisenach.

### Einwohnerentwicklung

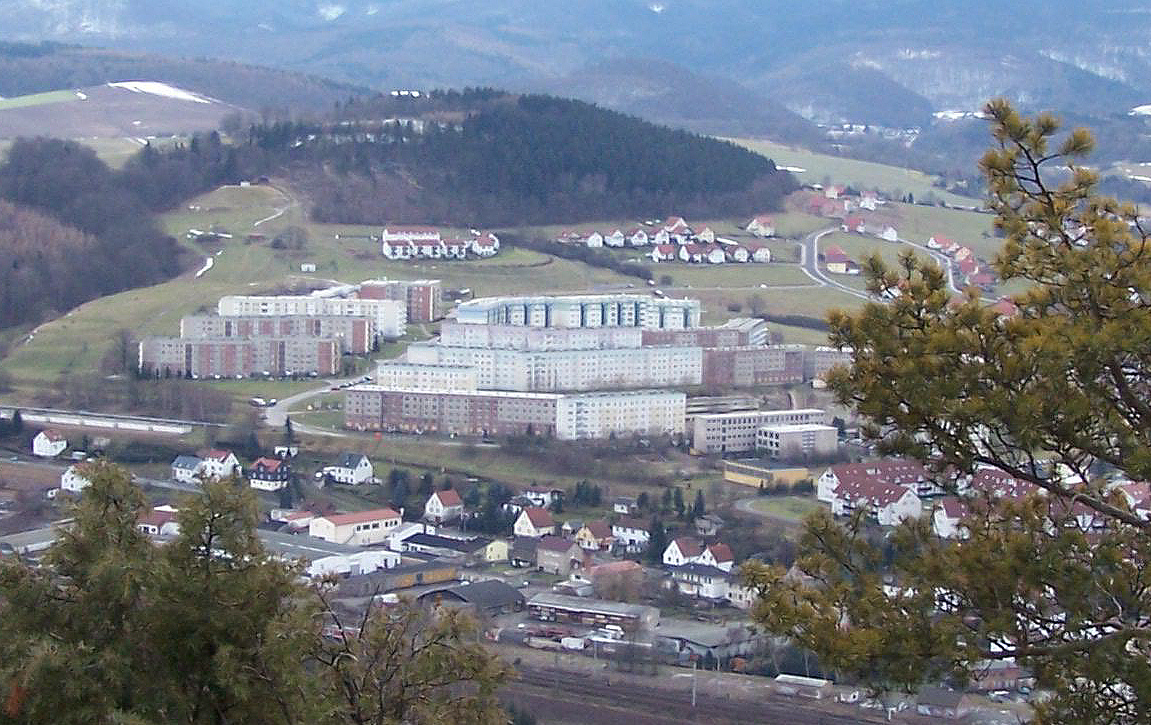
Der Mölmen Anfang 2002

Die Gemeinde Wutha-Farnroda ist, bezogen auf die Einwohnerzahl, die drittgrößte Gemeinde im Wartburgkreis. 1990 lebten im heutigen Gemeindegebiet etwa 8900 Einwohner.
Die seit 1984 im Aufbau befindliche Plattenbausiedlung Auf dem Mölmen bildete einen Schwerpunkt des Wohnungsbauprogramms der DDR. Neben knapp 1700 Wohnungen entstanden zwischen 1984 und 1990 zwei Kindertagesstätten (Kindergärten mit Kinderkrippen), zwei zehnklassige allgemeinbildende polytechnische Oberschulen, eine Wohngebietskaufhalle (HO), eine Wohngebietsgaststätte, ein hauptamtlich betreuter Jugendklub mit Diskothek, Arztpraxen und einer Ladenpassage. 1990 war der geplante Ausbau des Wohngebiets fast zur Hälfte fertiggestellt. Der Weiterbau wurde 1990 gestoppt.

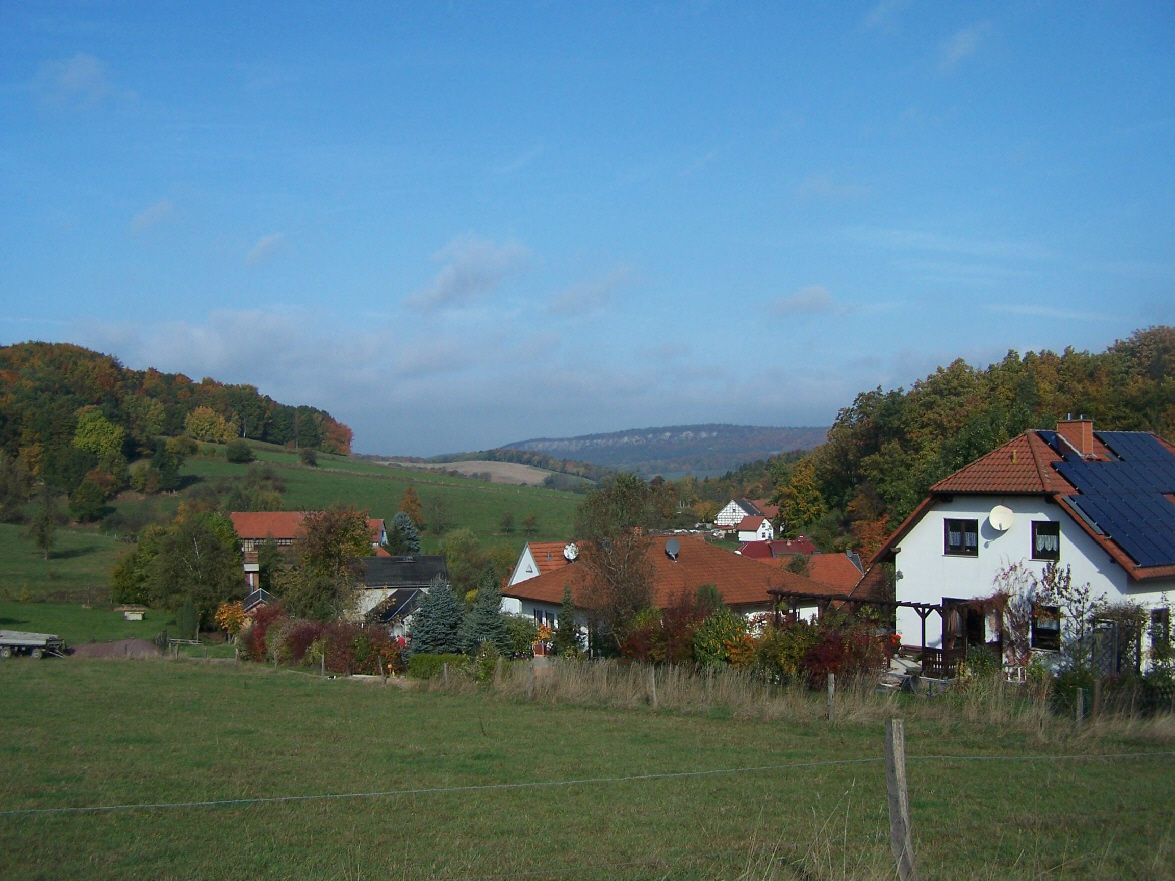
Das Ortsbild von Deubach

Bis 1994 wuchs die Bevölkerung in dieser Plattenbausiedlung auf über 4000 Einwohner an. Danach stagniert sie. Insbesondere 1998 bis 2002 verlor das Wohngebiet, besonders hervorgerufen durch den Wegfall von Arbeitsbeschaffungsprogrammen, mehr als 1000 Einwohner. Die Leerstandsquote der Wohnblöcke im Wohngebiet betrug 2002 über 40 %. Seit 2003 erfolgte im Rahmen des Förderprogramms Stadtumbau Ost ein radikaler Rückbau der vorhandenen Bausubstanz. Gleichzeitig konnte die Gemeinde das Wohngebiet mit Unterstützung dieses Förderprogramms der Bundesrepublik Deutschland aufwerten. Es entstanden großzügige gestaltete Grünanlagen. Der Kindergarten mit Kinderkrippe sowie die Zufahrtsstraßen wurden saniert. Zwei neue Lebensmittelmärkte und ein Altersheim entstanden.
Anfang bis Mitte der 1990er Jahre entstanden die benachbarten Wohnsiedlungen Rehbergsiedlung, Hörselbergblick sowie die Wohnanlagen Auf der Hutweide in Kahlenberg, Eisenacher Straße in Eichrodt, Stüblingshof und Am Schloßpark in Farnroda. Auch in Mosbach und Deubach entstanden zahlreiche neue Wohnhäuser.
| Jahr | Einwohner |
| ---- | --------- |
| 1994 | 8.770     |
| 1995 | 8.697     |
| 1996 | 8.526     |
| 1997 | 8.302     |
| 1998 | 8.224     |
| 1999 | 7.956     |

| Jahr | Einwohner |
| ---- | --------- |
| 2000 | 7.794     |
| 2001 | 7.704     |
| 2002 | 7.589     |
| 2003 | 7.492     |
| 2004 | 7.405     |
| 2005 | 7.248     |

| Jahr | Einwohner |
| ---- | --------- |
| 2006 | 7.089     |
| 2007 | 6.976     |
| 2008 | 6.846     |
| 2009 | 6.675     |
| 2010 | 6.560     |
| 2011 | 6.572     |

| Jahr | Einwohner |
| ---- | --------- |
| 2012 | 6.312     |
| 2013 | 6.297     |
| 2014 | 6.360     |
| 2015 | 6.340     |
| 2016 | 6.278     |
| 2017 | 6.369     |

| Jahr | Einwohner |
| ---- | --------- |
| 2018 | 6.382     |
| 2019 | 6.335     |
| 2020 | 6.278     |
| 2021 | 6.271     |
| 2022 | 6.436     |
| 2023 | 6.378     |

(Stand jeweils zum 31. Dezember)

## Politik

### Gemeinderat
Der Gemeinderat von Wutha-Farnroda setzt sich aus 20 Gemeinderatsmitgliedern zusammen. Die Gemeinderatswahl vom 26. Mai 2024 führte zu folgender Sitzverteilung:
| Partei / Liste                            | Sitze | +/− |
| Bündnis Wutha-Farnroda                    | 7     | + 1 |
| CDU / Bürgerteam für Wutha-Farnroda 1     | 6     | + 1 |
| AfD                                       | 6     | + 2 |
| Die Linke / Offene Liste Wutha-Farnroda 2 | 1     | − 1 |
| Grüne                                     | 0     | − 1 |
| SPD / Aufbruch Wutha-Farnroda             | n.k.  | − 2 |

### Bürgermeister
Bürgermeister der Gemeinde ist Jörg Schlothauer (parteilos). Er trat das Amt im Januar 2021 als Nachfolger von Torsten Gieß (parteilos, ehemals SPD) an.
Bisherige Bürgermeister von Wutha-Farnroda:
| Name                      | Partei                               | von              | bis            |
| ------------------------- | ------------------------------------ | ---------------- | -------------- |
| Helmut Heilwagen          | SED                                  | Januar 1987      | Oktober 1989   |
| Frank Engel               | SDP                                  | November 1989    | Mai 1990       |
| Ernst Kranz               | SPD                                  | Mai 1990         | September 2002 |
| Ingo Jary (kommissarisch) | CDU                                  | Oktober 2002     | Januar 2003    |
| Torsten Gieß              | parteilos, bis 18. November 2013 SPD | Januar 2003      | Januar 2021    |
| Jörg Schlothauer          | parteilos                            | seit Januar 2021 |                |

### Wappen
Blasonierung: „Das Wappen zeigt ein von silber und rot gespaltenes Schild, belegt mit einem gespaltenen Herzschild, der vorn fünfmal von silber und schwarz gespalten ist und hinten auf silber einen aufrechtgehenden schwarzen Löwen zeigt.“

### Partnerschaften
- Gemeinde Weimar (Lahn), Kreis Marburg-Biedenkopf in Hessen, seit 1991
- Gemeinde Kamienica, Powiat Limanowa, Woiwodschaft Kleinpolen, seit 2007

## Kultur und Sehenswürdigkeiten

### Museen und Galerien
Hörselbergmuseum

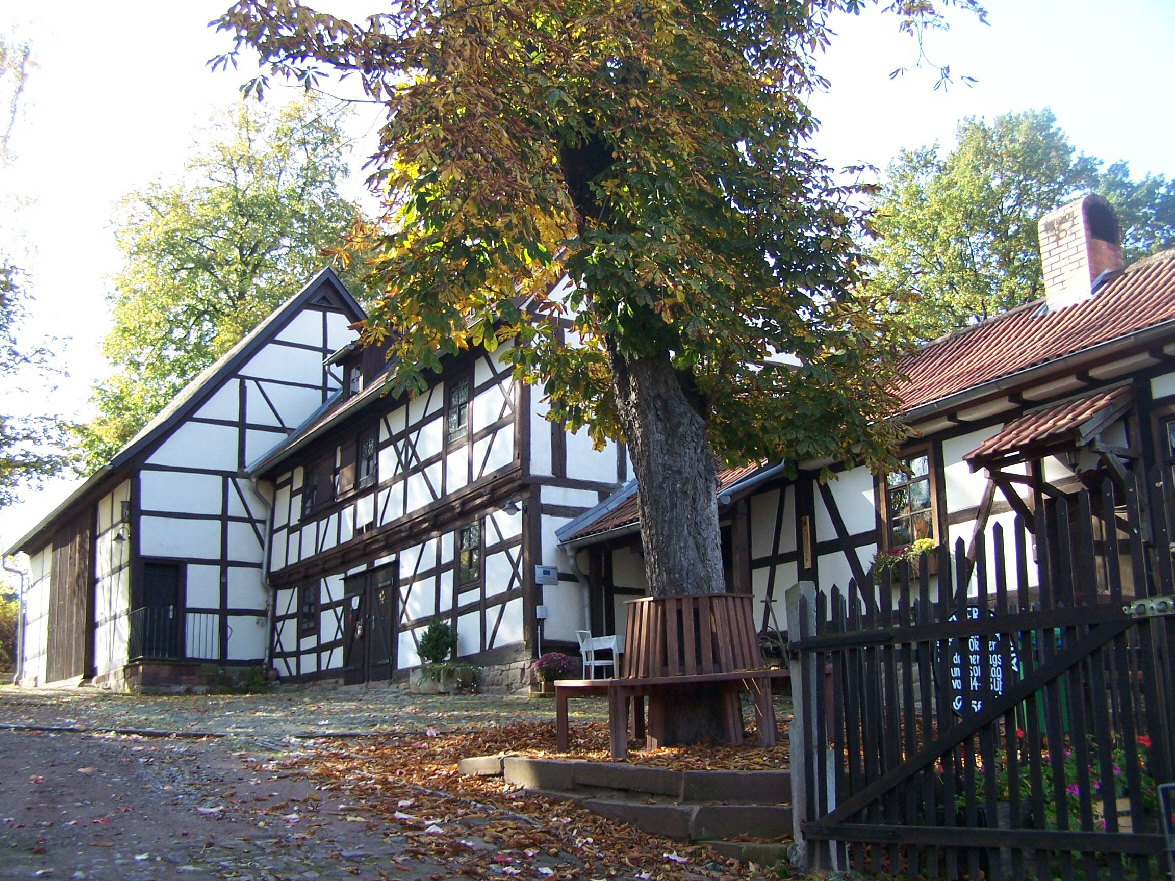
Das Hörselbergmuseum in Schönau

Das Hörselbergmuseum befindet sich in einem denkmalgeschützten Gebäude neben der Schönauer Kirche, der alten Schule und dem Pfarrhaus. Das Heimatmuseum zeigt mit wechselnden Schwerpunkten die Geologie, Fauna und Flora der Hörselbergregion, erläutert die bekannten Höhlen der Hörselberge und Karsterscheinungen im Naturschutzgebiet, es widmet sich auch der Erforschung der Sagen und Mythen der Hörselberge. In der Dauerausstellung befinden sich eine Mineraliensammlung und eine umfangreiche Sammlung über das Backhandwerk. Eine Besonderheit ist der mehrfach im Jahresverlauf genutzte Gemeindebackofen, welcher von den Schönauer Backfrauen betrieben wird.
Rathausgalerie
In den Treppenhäusern der Gemeindeverwaltung Wutha-Farnroda wurde auf Initiative des in Wutha-Farnroda wohnenden und aus Bulgarien stammenden Malers Todor Naidenow eine Galerie etabliert, die halbjährlich wechselnd Künstlern bis 2013 die Möglichkeit gab, ihre Bilder, Kunstfotografien und Skulpturen auszustellen.
Altes Rathaus Farnroda
Der Vorraum des heute als Gemeindebibliothek und Vereinsgebäude genutzten alten Rathauses von Farnroda ist seit 2006 ein Diorama Schloßanlage Farnroda um 1900 ausgestellt. Es wurde von Winfried Nolte unter Mitarbeit von Karl Rennert gebaut, der die Idee dazu hatte.

### Musik
Das musikalische Leben wird durch den Männergesangsverein Schönau e. V. und die Kirchenchöre in Farnroda, Mosbach und Schönau geprägt. Bis 2018 war auch der Volkschor Mosbach e. V. sehr engagiert.

### Sehenswürdigkeiten

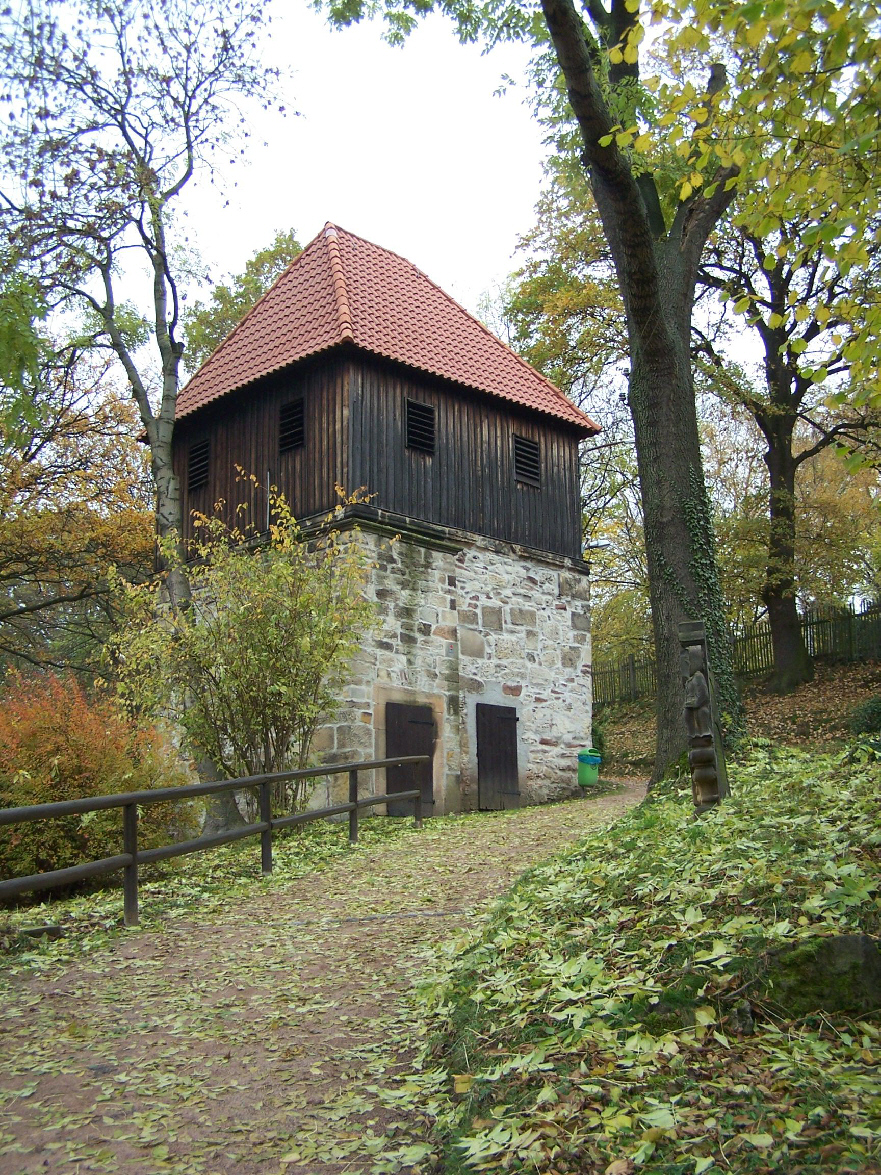
Der Glockenturm der Farnrodaer Laurentiuskirche

Der Ortsteil Farnroda zeichnet sich durch ein historisches Ortszentrum aus. Neben dem Schlossturm Farnroda aus dem 13. Jahrhundert liegt der Schlosspark. Die benachbarte Laurentiuskirche wurde mit einem mittelalterlichen separat stehenden Glockenturm erbaut. Die Grundschule Farnroda aus dem Jahr 1909 steht noch heute. Das ruinöse Schloss Farnroda wurde 1997 abgerissen, an seine Existenz erinnert ein Modell im Vorraum der Bibliothek im alten Rathaus Farnroda und einige verzierte Steine am Rande des Parks.
Die Kirche mit Friedhof, das Pfarrhaus und die Alte Schule im Ortsteil Schönau bilden mit weiteren Nebengebäuden, heute Standort des Hörselbergmuseums, ein Denkmalensemble. Die nahe Hörselmühle ist ein technisches Denkmal. In Kahlenberg finden sich mehrere restaurierte Vierseithöfe, ein Gehöft im Ortsteil Burbach besitzt Reste eines Wassergrabens. Auch die spätromanische Kirche von Deubach ist sehenswert.
Der Ortsteil Eichrodt verfügt ebenfalls über ein historisches Ortszentrum mit Turnplatz und der Alten Schule. In der nördlichen Flur finden sich zwei Geschichtsdenkmale und die Kriegsgedenkstätte in den Erlengräben. In Wutha steht das historische Gebäude der ehemaligen Landmaschinenfabrik Röber/Petkus. Im Straßendorf Mosbach steht eine Kirche mit historischer Orgel.

### Parks
Der Röbersche Park am Rathaus gilt als eine der schönsten Parkanlagen der Region. Er gehörte wie das alte Rathaus (heute in Privatbesitz) und das Verwaltungsgebäude der Gemeindeverwaltung bis 1952 der Familie Röber, Inhaber der gegenüber gelegenen Spezialfabrik für Reinigungs- und Sortiermaschinen (heute: Petkus Technologie GmbH).
In Farnroda befindet sich der Schlosspark mit Teich, Spielplatz, einem Verkehrsgarten und einem Festplatz für Freiluftveranstaltungen.

### Naturdenkmäler

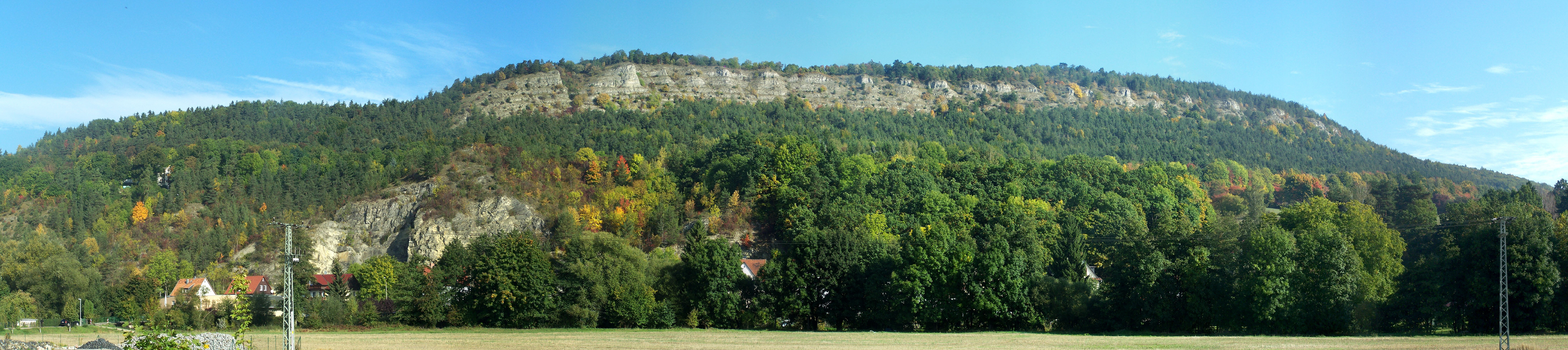
Der Kleine Hörselberg

Im Gemeindegebiet existieren viele Naturdenkmäler. Dazu gehören der kleine Hörselberg, die Mosbacher Linde, die Linden am Hellwigdenkmal, das Kirchtal (FND), der Hangstein, der Mosbacher Ochsenstall, der Drachenstein, die Wuthaer Verwerfung (FND), der Wittgenstein und der Große Ebertsberg (NSG).

### Gedenkstätten

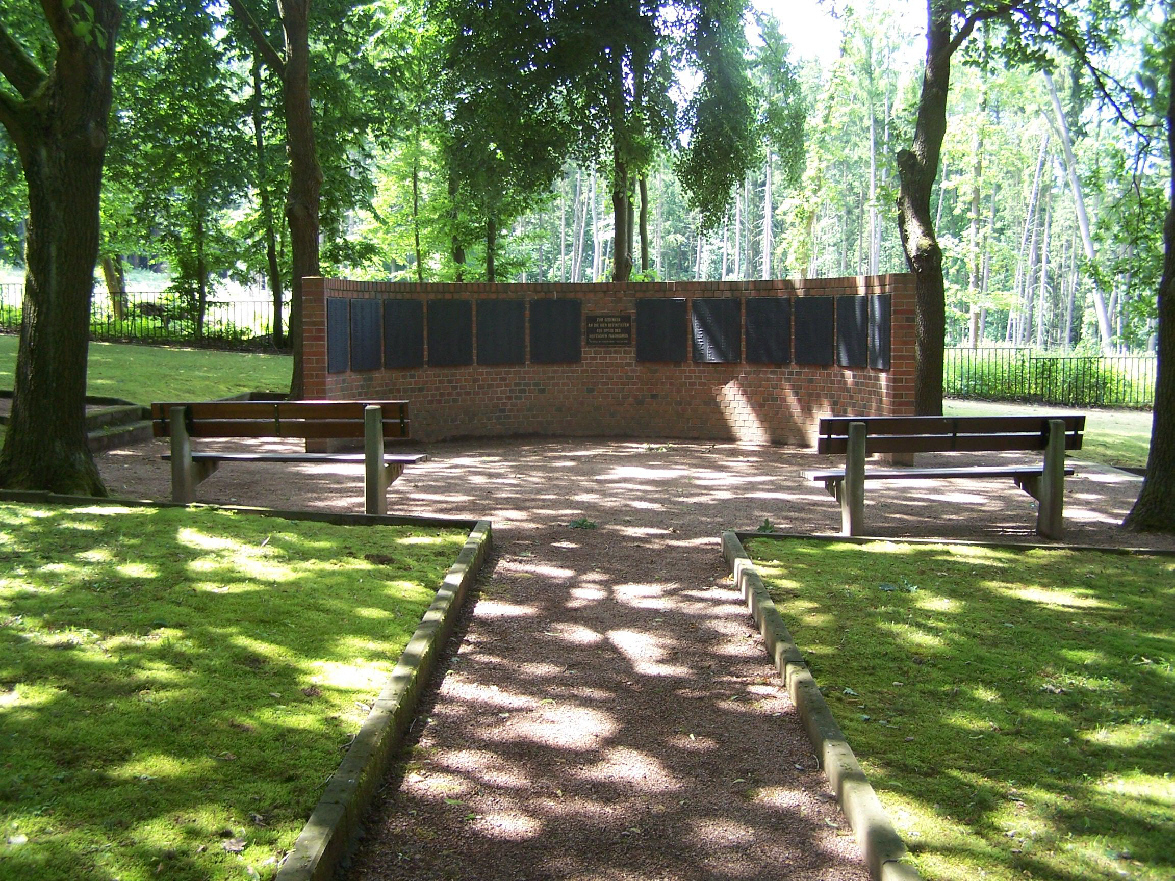
Das Mahnmal in den Erlengräben

Ein Ehrenmal In den Erlengräben in der Gemeinde Wutha-Farnroda wurde im Jahr 1946 errichtet und erinnert an 455 namentlich genannte sowjetische Kriegsgefangene und Zwangsarbeiter, die in Eisenach und Umgebung im Zweiten Weltkrieg Opfer von Zwangsarbeit wurden, bei Luftangriffen oder Seuchen zu Tode kamen.

### Freizeit und Sport

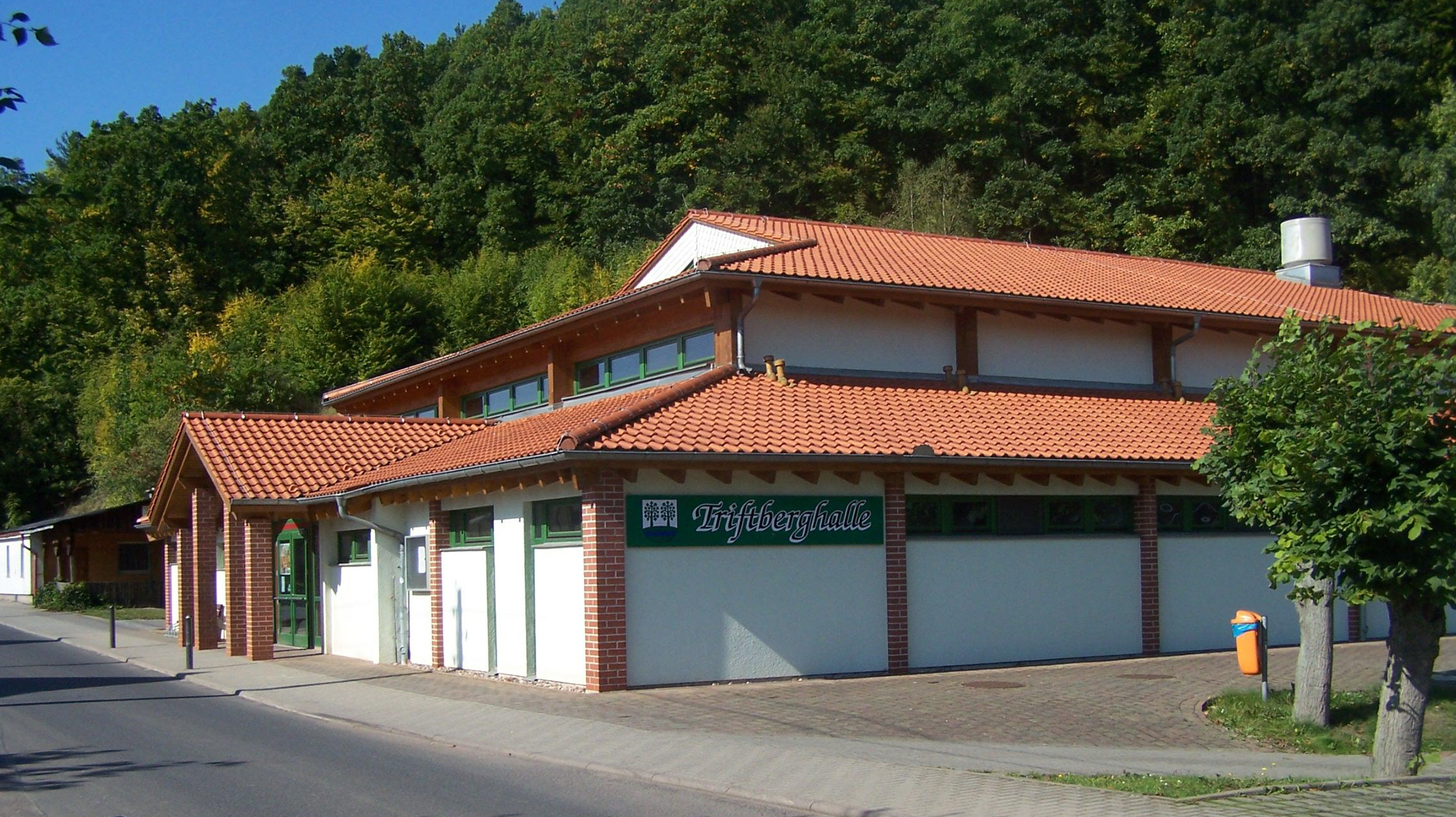
Die Triftberghalle in Mosbach

- Die Gemeinde verfügt über zahlreiche Sport- und Freizeitangebote.
- Die Fußball- und Sportplätze befinden sich in Farnroda (an der Hörselberghalle) und in Mosbach (Langetalswiese).
- In Mosbach befindet sich ein Schwimmbad (Waldbad Mosbach).
- In Deubach, Mosbach, Farnroda und Auf dem Mölmen gibt es Bolzplätze.
- Für die Hallensportarten stehen als Sporthallen die Hörselberghalle in Farnroda und die Triftberghalle in Mosbach zur Verfügung. Diese Hallen dienen auch Fest- und Kulturveranstaltungen. In der Hörselberghalle ist eine Kegelbahn integriert.
- Für den Amateur-Reitsport bietet der Reiterhof in Kahlenberg im Zapfengrund Gelegenheit. Die Reiterhöfe im Gefilde und Trenkelhof am Stadtrand von Eisenach nutzen die ausgedehnten Wald- und Wiesenareale um Mosbach und Wutha zu Übungs- und Erlebnistouren.
- Der Boxclub Wutha-Farnroda wird vom zweifachen kasachischen Meister und Sieger der sowjetischen Militärmeisterschaft 1984, Viktor Bitjakow geführt.
- Besonderer Beliebtheit erfreuen sich die Kletterfelsen im Mosbacher Hansbachtal, hier kann man an unterschiedlich schwierigen Felspartien das Klettern erlernen.
- Für die Hundesportfreunde befindet sich eine Trainingsanlage in Farnroda, am Wittgenstein. Eine thüringenweite Bekanntheit besitzt auch das Mosbacher Schlittenhunderennen, es findet auch bei Schneemangel statt und hatte am Osterwochenende 2016 etwa 60 teilnehmende Musher mit 150 Schlittenhunden.[8]
- Am Jugendclub Crocodil im Wohngebiet Mölmen wurde eine Halfpipe angelegt.
- Die ehemalige Skihütte am Rehberg erinnert an den Wintersportverein, welcher wegen Schneemangel heute zumeist im benachbarten Ruhla aktiv ist. Früher vorhandene Sprungschanzen sind nicht mehr vorhanden.

### Regelmäßige Veranstaltungen

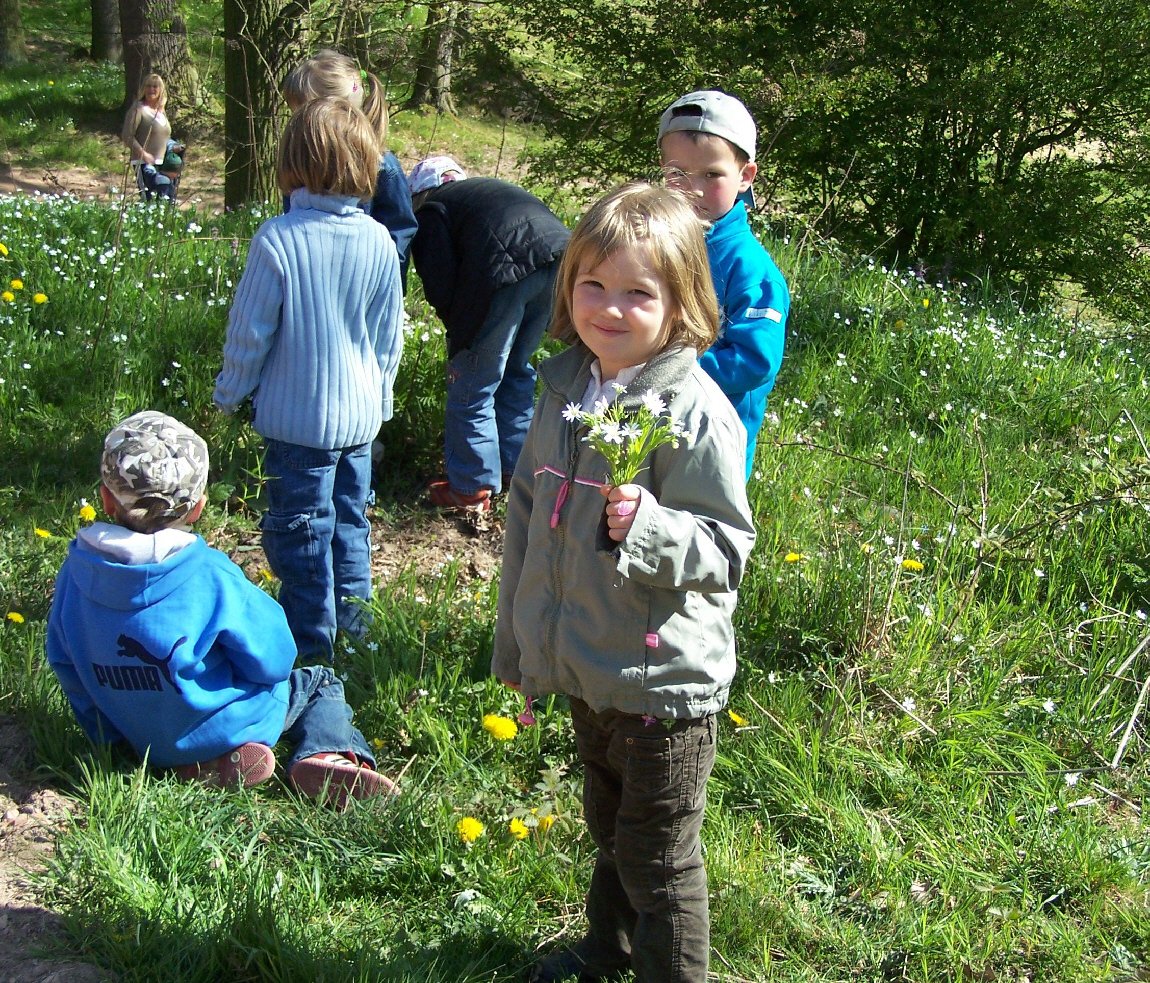
In der Woche nach Pfingsten findet der Kräutersonntag statt.

- Die ersten Höhepunkte im Jahresverlauf bieten die Prunksitzungen und der Kinderfasching des Farnrodaer Karnevalsverein FKV 1965 e. V.
- Traditionell wird der Maifeiertag in Farnroda im Schlosspark und bei der Schönauer Feuerwehr begangen.
- In Schönau wird Mitte Mai das Museumsfest veranstaltet.
- Am bzw. um den Johannistag findet in der Schönauer Trift auch das Johannisfeuer statt.
- Meist Anfang Juni findet in Farnroda das Schlossparkfest der Feuerwehr statt.
- Im Herbst findet zuerst die Kirmes in Schönau (1. Septemberwochenende), dann in Mosbach (1. Oktoberwochenende) statt.
- Mitte September ist das Backfrauenfest in Schönau. Der Verein der Schönauer Backfrauen wurde 1997 gegründet, als gerade der Steinbackofen am Heimatmuseum restauriert wurde. Vereinsziel ist die Pflege traditioneller Lebensweise im Dorf, die Betreuung von Kulturveranstaltungen in der Region, auch Auftritte bei Familienfeiern. Im Angebot sind traditionelle und saisonalen Backwaren – meist nach alten Rezepten.[9]
- Auch der Unabhängigkeitstag der Gemeinde am 18. Dezember wird gefeiert.
- Der Tag des offenen Denkmals und der Mühlentag am Pfingstmontag verzeichneten alljährlich Besucherzuwächse.
- Der Heimat- und Wanderverein Hörselberggemeinde e. V. organisiert jährlich seine Teilnahme am Eisenacher Sommergewinnszug und die Märchenwaldwanderung am Kleinen Hörselberg mit einer vorweihnachtlichen Bescherung für die Jüngsten.
- Außerdem finden am Sonntag nach Pfingsten der Kräutersonntag am Hörselberg statt, ebenso wird auf dem Großen Hörselberg ein Erntedank- und Herbstfest gefeiert.

## Wirtschaft und Infrastruktur

### Verkehr

#### Straßenverkehr

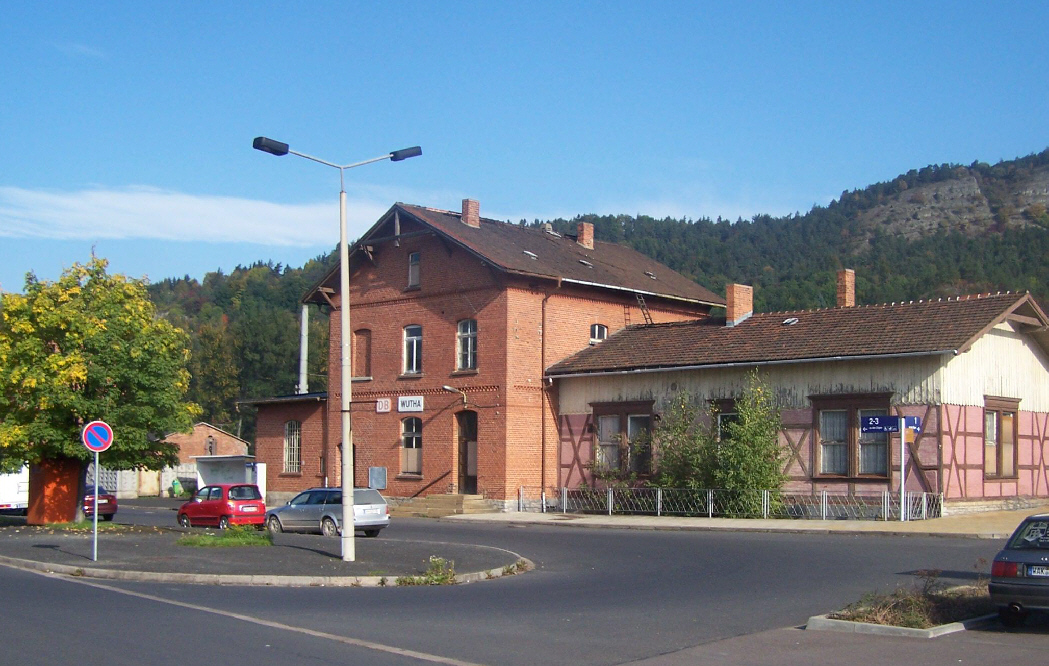
Der Bahnhof von Wutha

Wutha-Farnroda liegt an der B 88 (Eisenach–Ilmenau). Anschluss an die Bundesautobahn 4 besteht in westlicher Richtung über den zur Kraftfahrstraße (B 19/B 84/B 88) heruntergestuften ehemaligen Abschnitt der A 4 an der Anschlussstelle Eisenach-West und in östlicher Richtung über die Anfang 2010 zur Landesstraße heruntergestufte ehemalige Bundesstraße 7 an der Anschlussstelle Sättelstädt.

#### Schienenverkehr
In den Ortsteilen Wutha und Schönau befinden sich je ein Haltepunkt an der Bahnstrecke Halle–Bebra (Frankfurt am Main–Halle/Leipzig). Bis zum Jahr 1967 gab es in Farnroda einen Haltepunkt an der inzwischen stillgelegten Strecke der Bahnstrecke Wutha–Ruhla (Rühler Bimmel).

#### Öffentlicher Personennahverkehr
Wutha-Farnroda wird durch die Buslinien der Verkehrsgemeinschaft Wartburgregion (VGW) und eine Linie der Regionalverkehr Gotha (RVG) mit den benachbarten Gemeinden verbunden.
Stand 5. September 2021
| Linie | Linienweg                                                                     | Betreiber           | Takt Mo–Fr | Takt Sa      | Takt So/Ftg  |
| ----- | ----------------------------------------------------------------------------- | ------------------- | ---------- | ------------ | ------------ |
| 140   | Eisenach – Wutha-Farnroda – Ruhla – Bad Liebenstein – Bad Salzungen           | VUW                 | 60'        | 60-180'      | 120-180'     |
| 142   | Eisenach – Wutha-Farnroda – Ruhla – Brotterode – Bad Tabarz Inselsbergexpress | VUW                 | 2 Kurse    | 3 Kurse      | 3 Kurse      |
| 143   | Eisenach – Wutha-Farnroda – Mosbach                                           | VUW                 | 11 Kurse   | 3 Kurse      | 3 Kurse      |
| 144   | Mosbach – Mölmen – Kittelsthal – Seebach – Winterstein – Ruhla                | VUW                 | 18 Kurse   | kein Verkehr | kein Verkehr |
| 152   | Eisenach – Wutha-Farnroda – Deubach – Sondra – Mechterstädt                   | Verkehr Hainich OHG | 9 Kurse    | kein Verkehr | kein Verkehr |
| 840   | Eisenach – Wutha-Farnroda – Seebach – Bad Tabarz                              | RVG Gotha           | 2 Kurse    | 2 Kurse      | 2 Kurse      |

Neben der Bedeutung für die Beförderung von Schülern ist der Busverkehr auch wichtig als Zubringer zum Bahnhof und für die auf Wandertourismus orientierten Umlandgemeinden.

#### Radwege
Durch Wutha-Farnroda führt die überregional bedeutsame Route Thüringer-Städtekette entlang der Hörsel. Im April 2010 wurde der Tannhäuser-Radweg von Wutha-Farnroda nach Barchfeld über Ruhla und Bad Liebenstein eingeweiht.

### Wasserver- und Abwasserentsorgung
Der Trink- und Abwasserzweckverband Eisenach-Erbstromtal ist für die Wasserver- und Abwasserentsorgung auf dem gesamten Gebiet der Gemeinde zuständig.

### Öffentliche Einrichtungen

#### Gesundheits- und Betreuungseinrichtungen

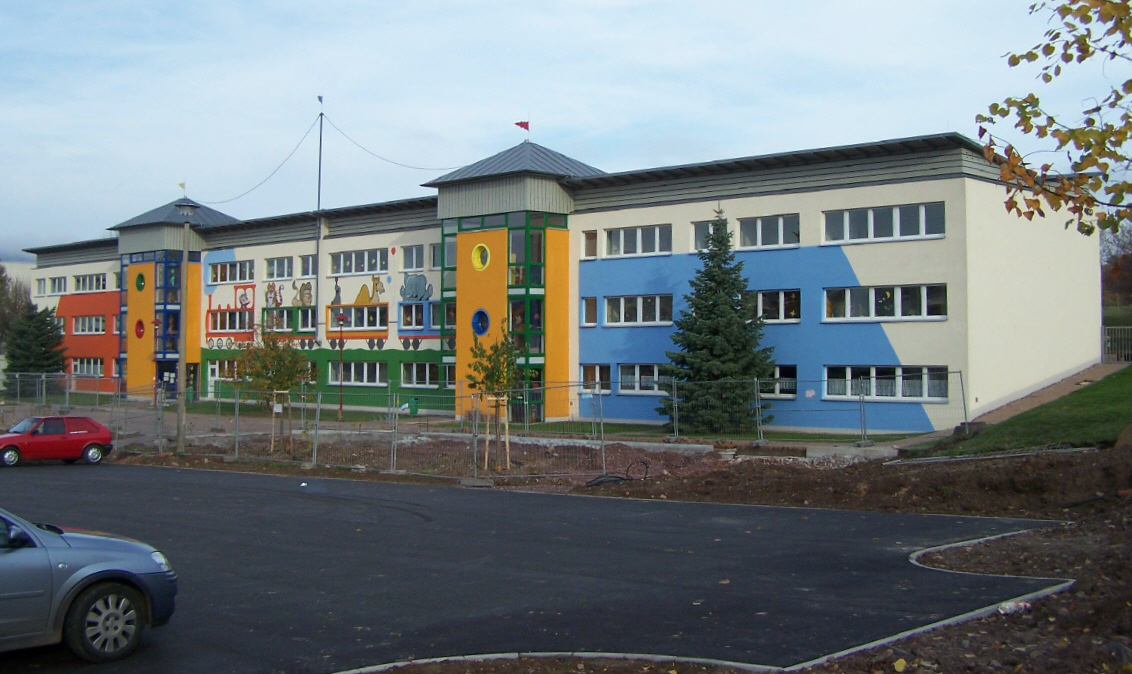
Der Kindergarten am Fliederweg

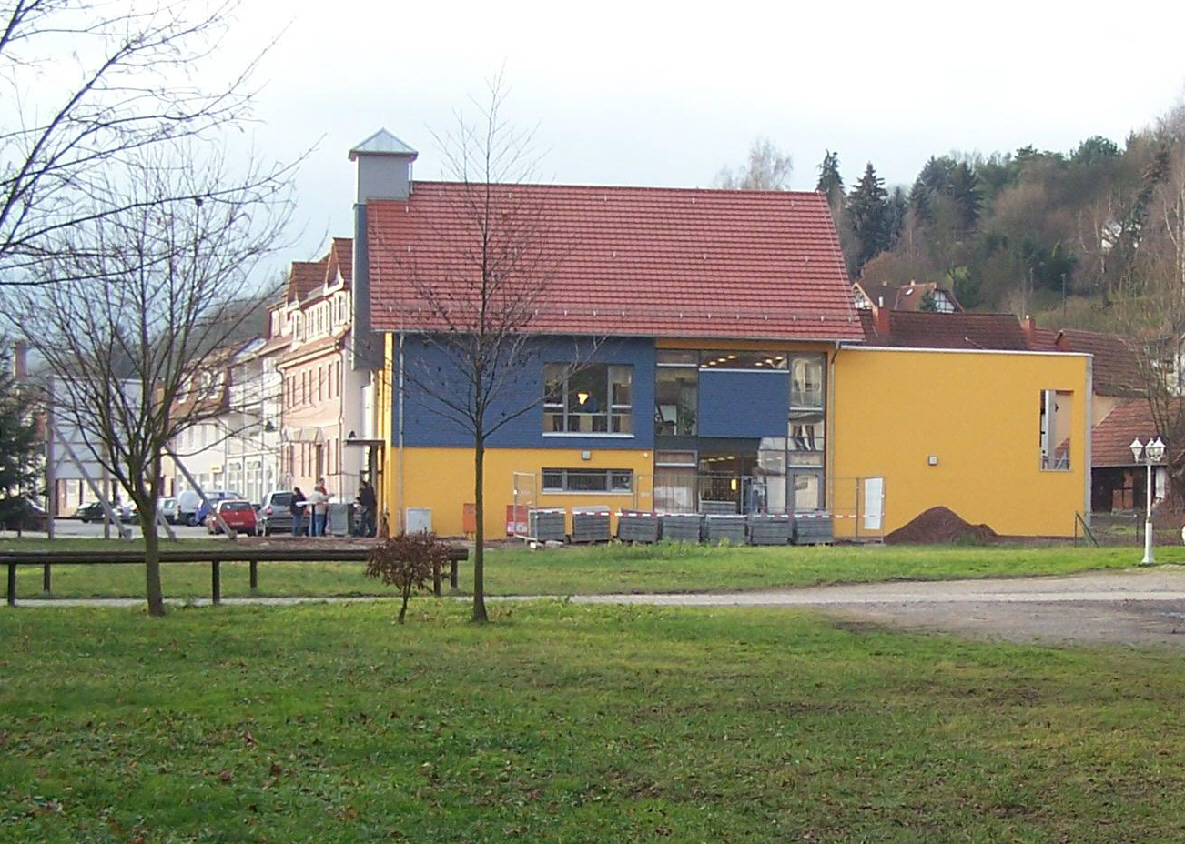
Der Bertold-Anzius-Kindergarten in Farnroda

Das Medizinische Versorgungszentrum MVZ Bad Salzungen Betriebsstätte Wutha-Farnroda sowie mehrere Arztpraxen dienen der medizinischen Grundversorgung der Einwohner.
Kindergarten und Kinderkrippe Am Fliederweg befinden sich in Wutha/Mölmen, die Einrichtung wurde 2004/2005 umfassend neu gestaltet; der Bertold-Anzius-Kindergarten im Ortsteil Farnroda wurde als Neubau im Dezember 2006 eingeweiht; der Kindergarten der Mosbacher Waldspatzen befindet sich im Zentrum Mosbachs; der Kindergarten der Schönauer, Deubacher und Kahlenberger Hörseltalzwerge befindet sich im Ortszentrum von Schönau. Für die Freizeitaktivitäten der Schüler und Jugendlichen besteht der 2015 umfassend renovierte und von der AWO betreute Jugendclub „Crocodile“. Im Wohngebiet Mölmen befindet sich das „Betreuungszentrum der Volkssolidarität am Rehberg“. Im Ortsteil Kahlenberg betreibt der Diakonie-Verbund Eisenach GmbH das Wohnheim „Elisabethenhöhe“.

#### Feuerwehr
In den Ortsteilen Wutha, Farnroda, Mosbach und Schönau bestehen Stützpunkte der Freiwilligen Feuerwehr.

### Bildung
Im Wohngebiet Mölmen befindet sich die Grundschule Hörselbergschule sowie die Staatliche Regelschule Wutha-Farnroda. Eine Außenstelle der Volkshochschule Wartburgkreis ist mit Bildungsangeboten zur Erwachsenenbildung vorhanden. Im Ortsteil Farnroda gibt es eine Gemeindebibliothek.

### Gewerbegebiete
- Das Gewerbegebiet An der B7 befindet sich am östlichen Ortsrand von Wutha. Es verfügt über eine Gesamtfläche von 36 ha.
- Das etwa gleich große und bereits voll belegte Gewerbegebiet An der Allee befindet sich am westlichen Ortsrand von Farnroda. Es ist ein Zentrum der Elektronik-Industrie im Wartburgkreis.[14]
- Der Gewerbepark Röber wurde mit Hilfe der Landesentwicklungsgesellschaft Thüringen 2009 auf dem ehemaligen Petkus-Gelände geschaffen. Er befindet sich im Ortsteil Wutha. Inzwischen haben sich bereits 12 Firmen mit 170 Arbeitnehmern auf dem Standort angesiedelt.[14]

### Ansässige Unternehmen
- Größter Betrieb ist die 1990 gegründete Thüringische Weidmüller GmbH mit mehr als 270 Mitarbeitern. Das zur in Detmold ansässigen Weidmüller-Gruppe gehörende Unternehmen gehört zu den bedeutendsten Herstellern von Komponenten für die Elektrotechnik.
- Petkus Technologie GmbH – ehemals weltweit größter Produzent von Maschinen zur Aufbereitung und Reinigung von Saatgut ist mit etwa 100 Mitarbeitern im Ortsteil Wutha ansässig. Die Firma ging 1949 aus der 1852 in Wutha gegründeten Firma Spezialmaschinenbau Gebrüder Röber (Wutha) hervor.
- Die Herbacin Cosmetic GmbH ist ein seit 1905 in Wutha ansässiger Hersteller von Naturkosmetikprodukten mit weltweitem Vertrieb.[15]

## Persönlichkeiten

### Söhne und Töchter der Gemeinde

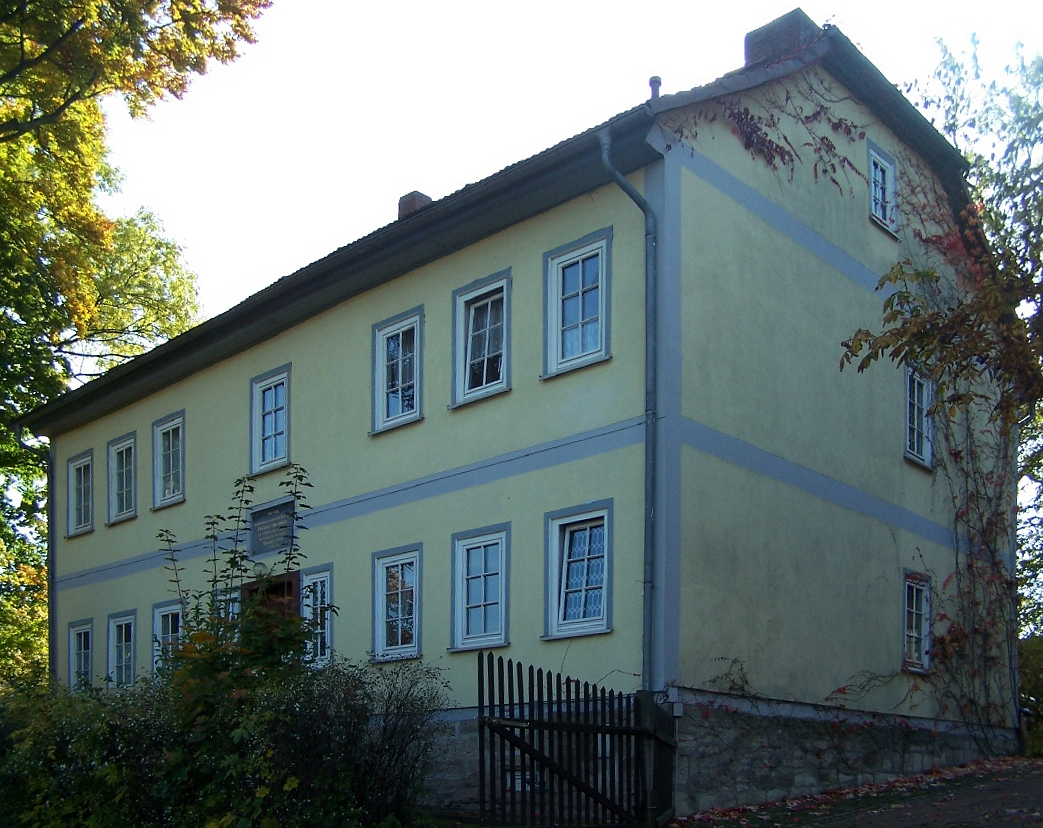
Das Geburtshaus von Carl F.A. Mosengeil in Schönau

- Karl Friedrich von Heusinger (1792–1883), Mediziner, Professor, Begründer der Vergleichenden Pathologie
- Carl Friedrich August Mosengeil (1773–1839), Stenograf, einer der Erfinder der deutschen Kurzschrift
- Florence Randrianarisoa (* 1987), deutsche Ärztin, Fernsehmoderatorin und Autorin
- Richard Stegmann (1889–1982), Kornett- und Trompetenvirtuose
- Franz Kleinsteuber (1886–1961), Architekt und Vertreter des „Neuen Bauens“
- Dieter Raber (1938–2023), Fußballspieler[16]

### Persönlichkeiten, die vor Ort wirken oder gewirkt haben

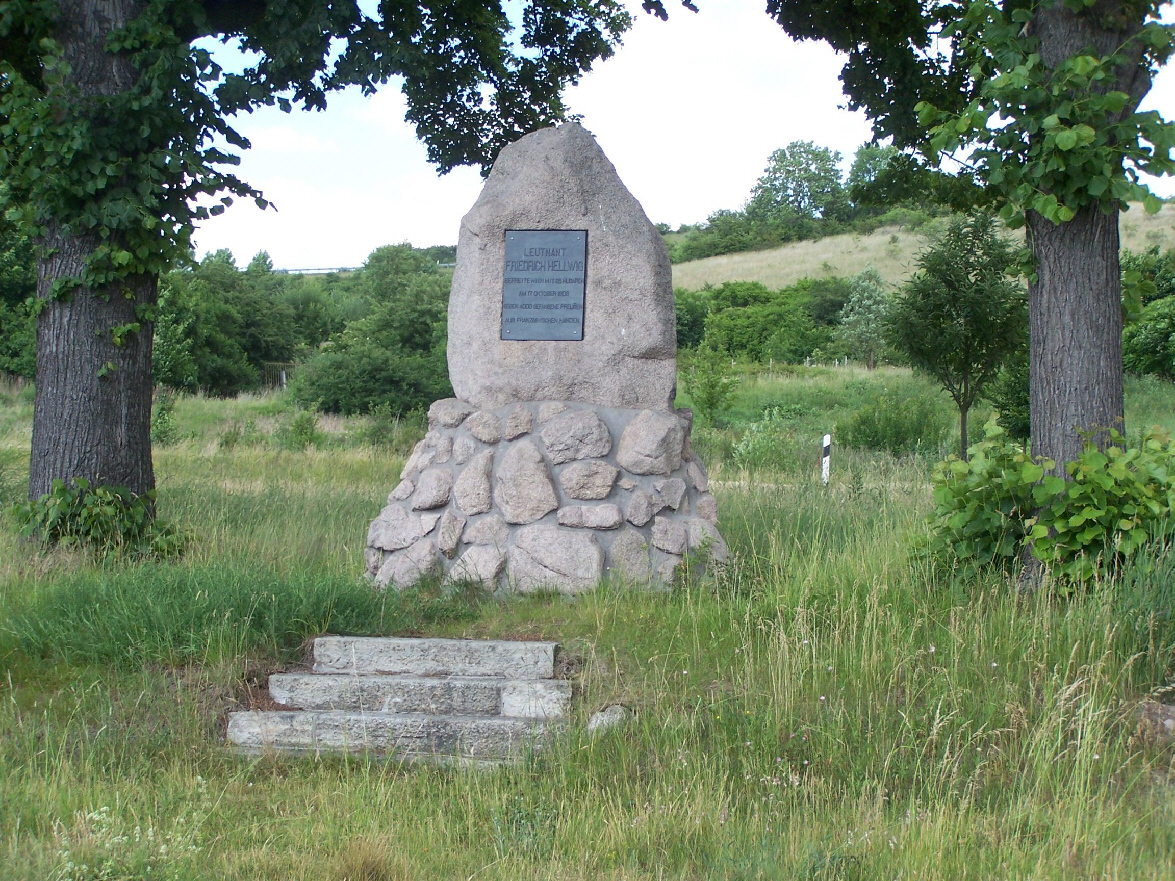
Das Hellwigdenkmal bei Eichrodt

- Friedrich von Hellwig (1775–1845), befreite am 17. Oktober 1806 bei Eichrodt 4000 nach der Schlacht bei Jena und Auerstedt gefangengenommene Preußen aus den Händen der napoleonischen Armee
- Adolf Bube (1802–1873), Dichter des Liedes vom in der Gemeinde gelegenen Jesusbrünnlein
- Georg Segler (1906–1978) war ein deutscher Agrarwissenschaftler, Ingenieur, Autor und Erfinder
- Ernst Ebert (1915–1999), Maler und Grafiker, der ab 1945 in Wutha gelebt hat
- Todor Naidenow (* 1935), bulgarischer Opernsänger, Maler und Grafiker